# Museo Ignacio Zuloaga

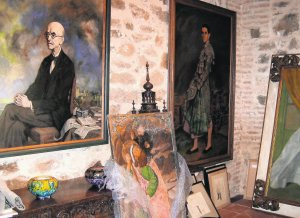
Retratos de la Falla y Belmonte

El museo Ignacio Zuloaga es un museo dedicado al pintor vasco Ignacio Zuloaga y situado en el interior del castillo de Pedraza, localizado en la provincia de Segovia, Castilla y León. Esta colección fue instalada en 2011 cuando su nieta, María Rosa Suárez Zuloaga hereda el castillo de su abuelo y pone a disposición de todo visitante una colección de obras de este pintor junto con las de otros autores, entre los más destacados, un cristo de El Greco, un retrato de la Condesa de Baena de Goya y bodegones flamencos del siglo XVII. No solo cuenta con obras pictóricas, también alberga objetos, muebles y antigüedades que Zuloaga adquirió en vida.

## Historia
Manifestaba Zuloaga en diversas ocasiones su admiración hacia Castilla y su deseo por vivir allí, especialmente en Segovia. Desde 1898 ya realizaba visitas a esta provincia y el descubrimiento de esta y las primeras obras que allí realizó le supusieron un gran reconocimiento en el mundo artístico europeo. Durante este año, en la vivienda donde residía su tío, Daniel Zuloaga junto con su esposa e hijos, realizó un retrato de este y de sus hijas mayores Cándida y Esperanza al que lo tituló "Mi tío y mis primas". Posteriormente el cuadro fue comprado por el gobierno francés. Seguido de este, el gobierno belga adquirió otro cuadro de Zuloaga, “El alcalde de Juarros de Riomoros y su mujer” para el museo de Amberes y para el museo de Gantes, el cuadro  “Tipos segovianos”. Un año después, en 1899 le conceden la primera medalla en la exposición de arte de Barcelona. A principios de 1902 le conceden el título de asociado en el Salón de la Nacional de París. 

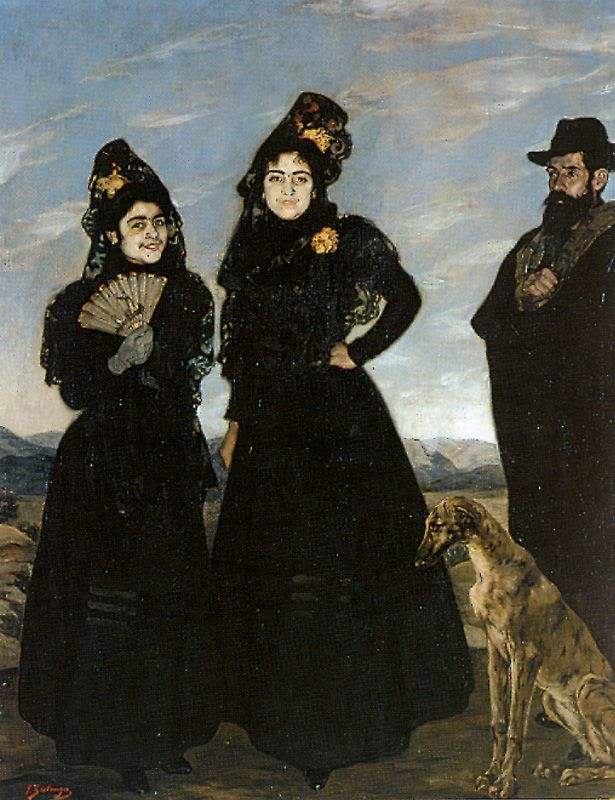
"Mi tío y mis primas" de Ignacio Zuloaga

Aquí, en Segovia, afirma que encuentra la tranquilidad y los motivos para pintar en su lienzo. Acompañado de su gran amigo Pablo Uranga alquilan la abandonada "Casa del Crimen" en la provincia. El cuadro “Ignacio y Uranga pintando” de Daniel Zuloaga, se acerca a la realidad de ese caserón y al taller donde realizaban sus obras estos dos artistas con tan solo un inmenso baúl de madera y caballetes. En 1903 obtiene la Gran Medalla de Oro en Venecia. Con veinticinco de sus obras, catorce de ellas segovianas, obtuvo el Gran Premio del Rey de Italia tras ser invitado al certamen por el gobierno italiano. posteriormente lleva cuadros a distintas ciudades como Berlín, Dresde, Düsseldorf, Stuttgart, Múnich consiguiendo así grandes éxitos hasta llegar a organizar sus tres salas propias en esta última ciudad. 
En 1925 cumple su deseo de tener una vivienda en Segovia comprando el castillo que se encuentra en el pueblo de Pedraza donde habilita la llamada torre del Homenaje para utilizarla de taller. Allí encontró su lugar de descanso y meditación y su lugar más ansiado de inspiración para sus obras. 
Un año después, en 1926, España le rinde tributo a su obra concediéndole salas en el palacio de Bellas Artes inaugurado por Alfonso XIII. Este mismo año realiza la "Posada de los Vizcaínos" y el “El retrato de Maese Pedro”. 
En el 1931, con la proclamación de la república se le concede la presidencia del Patronato del Museo de Arte Moderno de Madrid. A partir de entonces realizará retratos, a algunos amigos pero también a autores conocidos de la generación del 98. En 1938 vuelve a ser premiado en la Bienal de Venecia con el Gran Premio Mussolini. 
Finalmente fallece en octubre de 1945 en su estudio de Las Vistillas, en Madrid.
En 2011 su única nieta María Rosa Suárez Zuloaga deja Zumaia (Guipúzcoa), hereda el castillo de su abuelo y pone a disposición de todo visitante una colección de obras del pintor desde los retratos que pintó a sus amigos Manuel de Falla y Juan Belmonte, o la obra "La familia", que anteriormente estuvo expuesta en Nueva York hasta lienzos de temática segoviana, como 'El Alcázar de Segovia'.

## Castillo
Este castillo fue erigido en el siglo XIII y posteriormente modificado en los siglos XV por la familia de los Herrera. Más tarde, en el siglo XVI pertenecerá a la familia de los Fernández de Velasco de los que lo fueron heredando Don Pedro y Don Íñigo (Condestables de Castilla y Duques de Frías) que reformarán de nuevo el castillo y le darán el aspecto con el que se conserva hoy en día.   

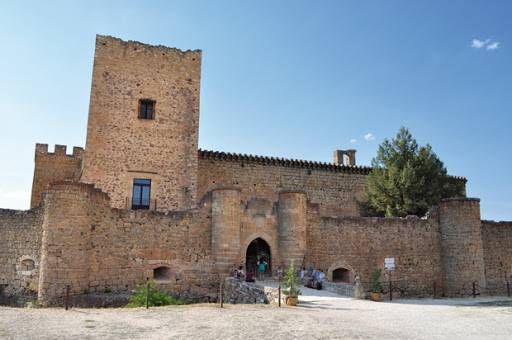
Vista de la fachada principal del castillo de Pedraza

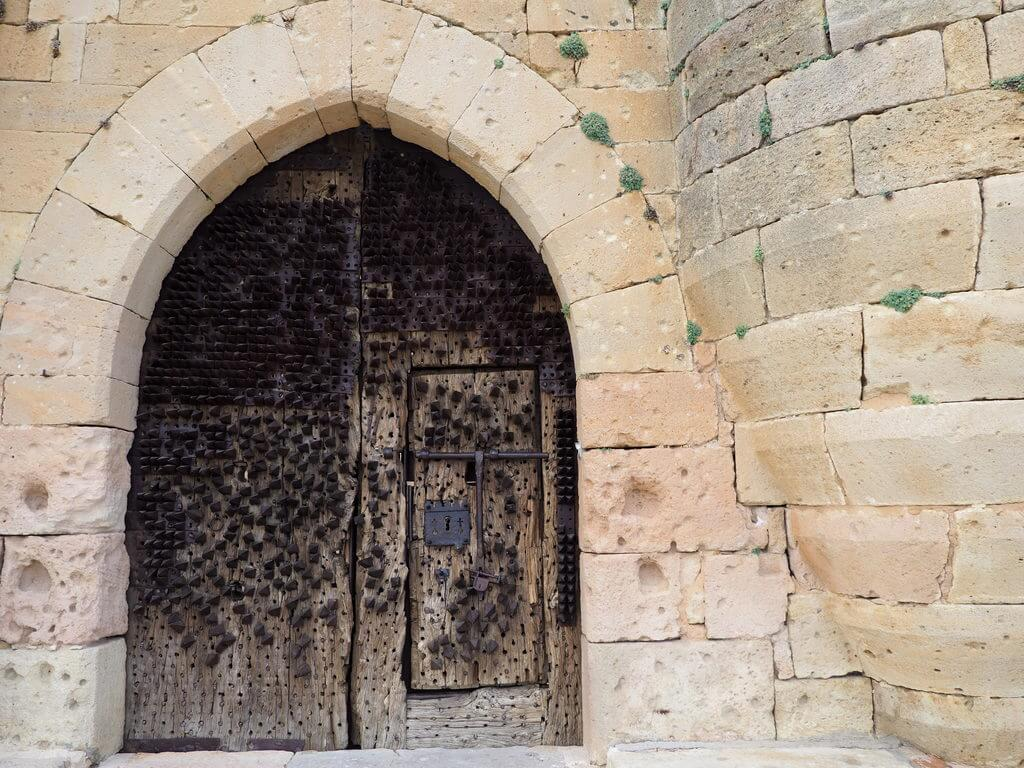
Puerta del álamo negro del castillo de Pedraza

Se encuentra situado en una zona defensiva clave, al borde del cerro en el que se asienta la ciudad y rodeada por un foso. Hoy en día en su exterior cuenta con la torre del Homenaje de forma cuadrada y constituida por tres plantas, donde se sitúa la colección de Ignacio Zuloaga y taller de este años atrás. Se encuentra tras una muralla con torreones circulares, un muro con cañoneras y la destacada puerta de álamo negro con picos de hierro y el escudo del señorío de Velasco en la fachada. En su interior se encuentran arquerías románicas de medio punto que conectan con diversos patios y en la escalera que conduce al aljibe el escudo de los Herrera. Antiguamente el castillo se encontraba incluido en las murallas que rodeaban la población pero hoy en día ya no se conserva. Todas estas características hacían del castillo una fortaleza impugnable.

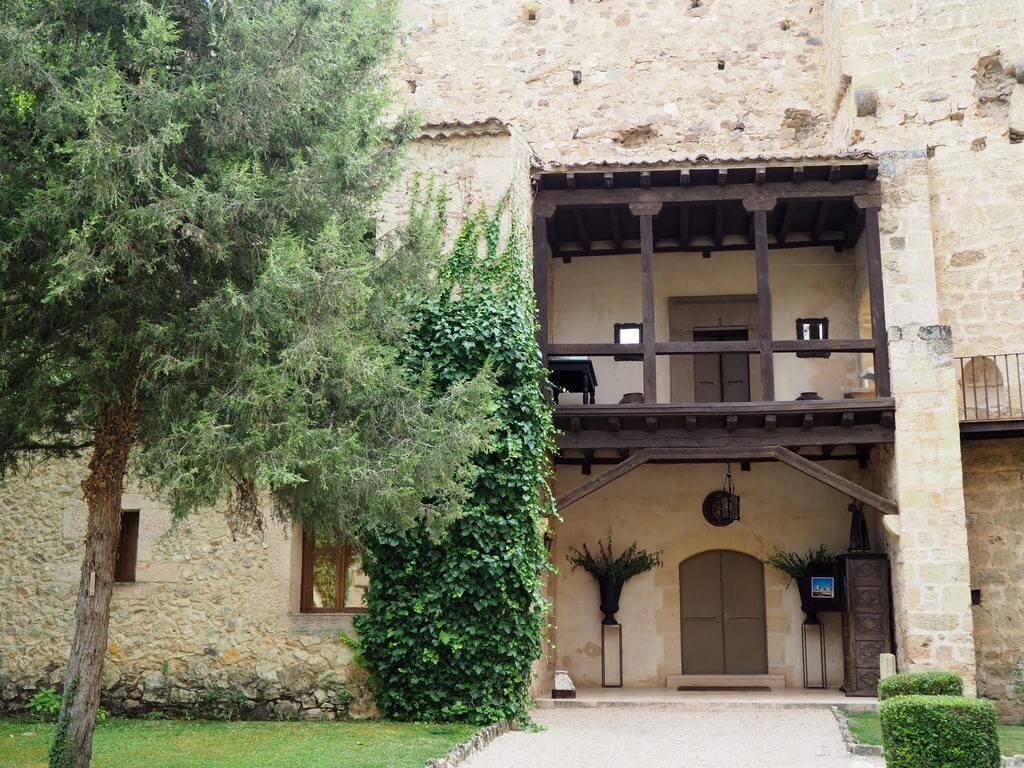
Vista interior de la torre que alberga las obras de Ignacio Zuloaga

 La historia del Castillo ha recogido diversos hechos a lo largo de su historia. En una ocasión, durante apenas cinco meses, Francisco, Delfín de Francia y duque de Bretaña y su hermano Enrique, duque de Orleáns fueron obligados a ser huéspedes empezando su alojamiento el 18 de mayo de 1529 y acompañados de un amplio cortejo de servidores y personal que les custodiaban. Francisco I, había sido hecho prisionero por las tropas del emperador Carlos I en la batalla de Pavía, 25 de febrero de 1525. Fue encarcelado en Madrid pero obtuvo su libertad con el firmado  del “Tratado de Madrid”. Con el fin de asegurar que Francisco I cumpliría lo estipulado mandó de rehenes a España a  sus dos hijos. Fueron el condestable Fernández de Velasco y su hermano don Juan de Tovar, marqués de Berlanga, quienes cuidaron los niños.
Una leyenda se encuentra asociada a este castillo y es que se dice que siendo el dueño de éste Sancho de Ridaura, contrajo matrimonio con Elvira, una plebeya de gran belleza que estaba enamorada de un joven labrador, Roberto y tras la boda de estos, Roberto desconsolado ingresó en un convento. Pasaron los años y el capellán del castillo murió ocupando así su puesto el joven labrador. En una ocasión Sancho de Ridaura fue llamado por Alfonso VIII para participar en una misión relacionada con la protección de Castilla frente a la invasión de los almohades y Durante la ausencia del noble, Elvira y Roberto recobraron su amor. Tras la vuelta, este se enteró de las infidelidades de su esposa con otro hombre por lo que mandó colocar a Roberto una corona de púas avivada por fuego, lo que desencadenó irremediablemente en su fallecimiento. Tras Elvira enterarse de esto escapó de sus aposentos, incendió la torre del castillo y se clavó una daga en el corazón.
En 1925 fue comprado por el pintor Ignacio Zuloaga y actualmente pertenece a Rosa María Suárez Zuloaga, nieta de este y heredera del castillo.